# LAC Frisia 1883
LAC Frisia 1883 is een amateurvoetbalvereniging uit Leeuwarden, Friesland, Nederland.

## Algemeen
"L.A.C. Frisia 1883" werd op 25 april 1883 opgericht als cricketclub onder de naam Cricketclub Frisia, door Pieter Albert Vincent van Harinxma thoe Slooten, de latere commissaris van de Koningin in Friesland, met een negentiental vrienden. De club is daarmee een van de oudste voetbalclubs van Nederland. In februari 1894 kreeg de cricketclub ook een voetbalafdeling. Al snel werd de naam gewijzigd in Cricket en Footballclub Frisia. Twee jaren later verdween de cricketafdeling en bleef er alleen nog voetbal over. De club veranderde haar naam in "Leeuwarder Athletische Club Frisia".
Accommodatie
De thuiswedstrijden worden op sportpark "De Magere Weide" gespeeld. Het eerste speelveld van de Leeuwarder club was in de wijk Achter de Hoven.
Tenue
De clubkleuren zijn okergeel en marineblauw. Het eerste tenue bestond uit een witte trui met een blauw gele sjerp en een blauwe broek en een blauwe pet.

## Standaardelftallen

### Zaterdag
Voor het seizoen 2019/20 werd voor het eerst een standaardelftal in de zaterdagafdeling ingeschreven, het startte in de Vijfde klasse van het KNVB-district Noord.

#### Competitieresultaten
| \| - 5A \| |
| 20         |
| - 5A       |

| Vijfde klasse |

### Zondag
Het standaardelftal komt in het seizoen 2020/21 uit in de Tweede klasse zondag van het KNVB-district Noord.
In het seizoen 2015/16 speelde de club voor het laatst in de Tweede klasse, in 2007/08 in de Derde klasse en in 1981/82 in de Vierde klasse.
Van 1894/95-1915/16 (in de Tweede klasse) en van 1916/17-1927/28, 1929/30-1934/35, 1945/46-1952/53 (in Eerste klasse) speelde het 47 seizoenen op het hoogste amateurniveau in district Noord. In de eerste Noordelijke competitie speelde het met tegenstanders als Achilles en Be Quick. In 1925 speelde Frisia als Noordelijk kampioen mee in de Kampioenscompetitie om de landstitel, als eerste Friese club ooit.

#### Erelijst
Noordelijk kampioen: 1904, 1908, 1909, 1911, 1925
kampioen Tweede klasse: 1929, 1942, 1943, 1944
kampioen Derde klasse: 1963, 1984, 1990, 2008
kampioen Vierde klasse: 1972, 1979

#### Competitieresultaten 1895–2019
| 2 |

| 2 |

| 2 |

| 3 |

| 3 |

| 3 |

| 2 |

| 3 |

| 2 |

| 1 |

| 3 |

| 3 |

| 2 |

| 1 |

| 1 |

| 2 |

| 1 |

| 2 |

| 3 |

| 2 |

| 3 |

| 3 |

| 3 |

| 3 |

| 4 |

| 9 |

| 5 |

| 5 |

| 5 |

| 7 |

| 1 |

| 3 |

| 8 |

| 10 |

| 1 2A |

| 3 |

| 5 |

| 6 |

| 5 |

| 9 |

| 10 |

| 9 2A |

| 4 2A |

| 7 2A |

| 5 2A |

| 4 C |

| 6 2A |

| 1 2A |

| 1 2A |

| 1 2A |

|  |

| 10 |

| 10 |

| 4 |

| 4 |

| 5 |

| 7 1A |

| 7 1A |

| 14 1A |

| 9 2A |

| 5 2A |

| 7 2A |

| 9 2A |

| 8 2A |

| 11 2A |

| 4 2A |

| 12 2A |

| 3 3A |

| 1 3A |

| 3 2A |

| 4 2A |

| 2 2A |

| 5 2A |

| 8 2A |

| 13 2A |

| 3 3A |

| 11 3A |

| 1 4A |

| 10 3A |

| 9 3A |

| 8 3A |

| 12 3A |

| 2 4C |

| 2 4C |

| 1 4C |

| 9 3A |

| 12 3A |

| 1 4A |

| 4 3A |

| 1 3A |

| 4 2A |

| 4 2A |

| 11 2A |

| 2 3A |

| 3 3A |

| 1 3A |

| 3 2A |

| 4 2A |

| 11 2A |

| 3 3A |

| 3 3A |

| 3 3A |

| 2 3C |

| 2 3A |

| 7 2L |

| 6 2L |

| 8 2L |

| 10 2L |

| 5 2L |

| 5 2L |

| 9 2L |

| 9 2L |

| 10 2L |

| 1 3A |

| 3 2K |

| 3 2K |

| 13 1F |

| 4 2K |

| 6 1F |

| 14 1F |

| 3 2K |

| 3 2K |

| 11 1F |

| 12 1F |

| 3 2K |

| - 2K |

| Eerste klasse | Tweede klasse | Derde klasse | Vierde klasse | Noodcompetitie |

In elke staaf van de grafiek staat van boven naar beneden vermeld: 
- Eindnotering

Dit is de positie die de club heeft bereikt in de competitie, zonder eventuele beslissings-, play-off- of nacompetitiewedstrijden die nodig zijn geweest om bijvoorbeeld de kampioen van de competitie te bepalen.
Indien een * achter het getal staat is de notering een tussenstand en kan het zijn dat de notering niet overeenkomt met de uiteindelijke eindstand van de competitie.
Staat er een - dan is het seizoen nog bezig en is er geen definitieve uitslag bekend.
Staat er xx op de positie van de notering, dan heeft de club vroegtijdig de competitie verlaten. Dit kan onder andere komen door terugtrekking van het team, faillissement van de club of door een uitgedeelde straf van de KNVB. In veel gevallen staat elders in het artikel de reden vermeld.
Staat er een ? dan is het resultaat uit het verleden onbekend, en is alleen de competitie of het niveau bekend van dat seizoen.
In de seizoenen 2019/20 en 2020/21 werd wegens de coronacrisis het amateurvoetbal afgebroken. Daardoor kennen deze staven geen eindklassering (middels -- weergegeven).
- Competitieniveau en afdelingsletter of Officiële eindstand Eredivisie
  - Competitieniveau en afdelingsletter

Hierbij geeft het getal het niveau weer, dat ook terug te vinden is in de legenda. De letter is de afdelingsaanduiding en wordt gebruikt wanneer er meer afdelingen zijn op hetzelfde niveau. De afdelingsletter is altijd een hoofdletter en wordt meestal zonder nummer gebruikt.
Voorbeeld: 2F is niveau 2e klasse competitie F.
Het competitieniveau en nummer wordt niet vermeld wanneer er slechts één competitie van dit niveau was.
  - Officiële eindstand Eredivisie (getal staat tussen haakjes vermeld)

Sinds de introductie van play-offwedstrijden voor Europees voetbal na afloop van de reguliere competitie in 2005/06, is de KNVB verplicht een eindstand van de Eredivisie door te geven aan de UEFA aan de hand van deze play-offwedstrijden.
Bij deze eindstand staan clubs die zich hebben gekwalificeerd voor Europees voetbal hoger dan clubs die zich niet wisten te kwalificeren. Indien er geen verschil was tussen de eindnotering en de officiële eindstand, staat dit getal niet vermeld.

- Onderafdeling

Hier staat afgekort de naam van de onderafdeling indien de club in dat jaar in een onderafdeling uitkwam. Tevens staat deze afkorting in de legenda en wordt gelinkt naar het artikel over deze onderafdeling. Deze afkorting wordt alleen vermeld wanneer de club in het verleden in verschillende onderafdelingen heeft gespeeld. Deze vermelding is in de staaf altijd in kleine letters. Deze onderafdelingen zijn na het seizoen 1995/96 afgeschaft. Heeft de club in slechts één onderafdeling gespeeld, dan is dit alleen terug te vinden in de legenda.
Onder de staaf staat het jaartal vermeld waarin het seizoen is afgesloten. 15 verwijst naar het seizoen 2014/15 of eventueel het seizoen 1914/15.
Wanneer een staaf leeg is, zijn deze gegevens niet bekend. Het kan ook zijn dat de club dat seizoen niet heeft meegespeeld op het hogere amateurniveau, vroegtijdig de competitie heeft verlaten of uit de competitie is gezet.

In het seizoen 1944/45 was er wegens de Tweede Wereldoorlog geen regulier competitievoetbal.

## Vrouwen
Het eerste vrouwenvoetbalelftal komt in het seizoen 2019/20 uit in de Tweede klasse zaterdag na het behalen van het klassekampioenschap in het derde seizoen (2018/19) nadat het weer in de Derde klasse speelde.

## Bekende (oud-)spelers
- Rewan Amin
- Jan van Beek
- Steven Berghuis
- Mark Diemers
- Reza Ghoochannejhad
- Kik Pierie
- Martijn Roosenburg

## Trivia
- 1908: Eerste internationale wedstrijd op 25 april: Frisia - Bremer Fußballclub (2-1)
- 1985: Eerste wedstrijd vrouwenelftal op 28 september: Frisia - SC Twijzel (0-1)
- 2005: 4.000ste doelpunt voor Frisia: door Marciano Kasijo in de wedstrijd tegen Velocitas
- 2007: Ruimste uitzege: VV Rood Geel - Frisia 1-9; competitie (op 9 september)
CVV Blauw Wit '34 · SC Cambuur · VV DTD · GAVC · SC Flamingo · LVV Friesland · LAC Frisia 1883 · FVC · VV Irnsum · Leeuwarder Zwaluwen · SC Leovardia · SC Lions '66 · RKVV MKV '29 · VV Nicator · VV Oosterlittens · SC Stiens · VV Warga · WWS 

Voormalige clubs: VV Leeuwarden · VV Rood Geel